# Karl Wittenberg
Karl Wittenberg est un nageur allemand.

## Biographie
Karl Wittenberg remporte la médaille d'argent du 200 mètres brasse aux championnats d'Europe de natation 1931 à Paris. Il est la même année champion d'Allemagne du 200 mètres brasse.